# Wurfschatten
Wurfschatten ist der Debüt-Roman der Schweizer Schriftstellerin Simone Lappert. Der Text erschien 2014 im Verlag Walde+Graf bei Metrolit in Berlin. Seither (Stand: Spätherbst 2023) hat Simone Lappert einen weiteren Roman (Der Sprung, 2019), eine Kurztextsammlung (blendende Aussichten, 2022) und eine Sammlung von Gedichten (längst fällige verwilderung. gedichte und gespinste, 2022) veröffentlicht und wurde für ihre Texte mehrmals ausgezeichnet.
Wurfschatten erzählt die Geschichte von Ada, einer jungen Schauspielerin, die in Basel lebt und an einer Angststörung leidet. Als sie wegen ihrer Ängste und der Einschränkungen durch diese ihre Miete nicht mehr zahlen kann, zieht ein neuer Mitbewohner ein: Juri. Zuerst sträubt sich Ada mit allen Mitteln gegen diese für sie empfundene Invasion des Fremden, doch nach und nach entwickelt sich eine kuriose Liebesgeschichte.
Es ist ein Text über das Leben und Lieben mit der Angst.

## Inhaltsangabe
Der Roman beginnt mit Ada, die von einer Panikattacke heimgesucht wird. Plötzlich wird sie von ihrem Vermieter Herrn Matuschek gestört, der sie aus der Panikattacke reisst und darüber informiert, dass sie mit der Miete mehr als drei Monate im Rückstand ist. Ada wirft ihm vor, kein Verständnis für Künstler mit unregelmässigem Einkommen zu haben, bevor sie sich in ihren Raum mit der Therapietapete zurückzieht. Nach einem Abendessen mit Freunden, bei dem sie ihre Probleme verheimlicht, erleidet Ada erneut eine Panikattacke. Um sich zu beruhigen, ruft sie Matuschek an und entschuldigte sich für ihr Verhalten und fragt ihn auch, ob Fische schlafen können. Matuschek antwortet auf ihre Frage und verspricht, über eine Lösung für die Miete nachzudenken und sich später bei ihr zu melden.
Ada, die die Rolle einer Leiche im Stück "Mord an Bord" im Andromeda-Theater spielt, erfährt auf einem Spaziergang mit Maria, nach der Vorstellung eine Panikattacke, als sie einen Mann in dunkler Jacke an einer Strassenbahnhaltestelle sieht. Sie bildet sich ein, wie der Mann sie erschiesst. Ada lügt Maria, ihrer Begleiterin, über ihren Zustand, doch die beiden geraten in Streit über Adas Liebesleben und Marias tragischen Verlust ihres Verlobten, der von zwei Rangierwagen zerquetscht wurde.
Als Ada nach Hause kommt, findet sie ihren Therapieraum leer und Juri, den Enkel von Matuschek, vor, der durch einen ungelesenen Brief von Matuschek angekündigt wurde. Ada erinnert sich an vergangene Wohnungsgenossenschaften, insbesondere an das Scheitern einer Beziehung zu ihrer Mitstudentin Sophie. Sie reflektiert auch über ihre Therapiesitzungen und das abrupte Ende dieser mentalen Verbesserung, als die Brotbüchse, ein Kleintheater, in welches Ada ihr ganzes Erspartes investiert hat, geschlossen wurde.
Ada versucht, Juri zu meiden und plant ein Vorsprechen in München, aber während der Zugfahrt erleidet sie erneut eine Panikattacke und verpasst versehentlich den Halt in München und damit auch ihr Vorsprechen.
Am nächsten Morgen wacht Ada in ihrem Bett auf und erinnert sich daran, dass sie in der Badewanne eingeschlafen war, und somit vermutlich von Juri ins Bett getragen worden sein muss. Sie erinnerte sich an ihre Kindheit, wie ihre Mutter im verstecktem ihre Ballettfiguren durchging und ihre Karriere aufgrund der Schwangerschaft mit Ada beendete.
Juri reisst Ada aus ihren Gedanken und sie täuscht ihm vor, dass sie die Stelle in München bekommen habe und bald abreisen werde. Ada versucht danach vergeblich, erneut eine Chance zu bekommen in München vorzusprechen, da der Intendant bereits für die Besetzung entschieden hat. In einem Versuch, ihre Stimmung zu verbessern, kauft sie trotz finanzieller Knappheit zwei Diskusfische und bringt diese in ihrer Badewanne unter. Als Juri die Fische ins Waschbecken umquartiert, kommt es zu einer Auseinandersetzung zwischen den beiden. Juri ermutigt sie und erzählt ihr, dass er manchmal aus Spass Instrumente kauft und sie mit nach Hause nimmt, um sie zu bewundern, bevor er sie am nächsten Tag unter Vorwand zurückgibt. Er rät ihr, dasselbe Verfahren anzuwenden.
Vor ihrem Weggang gesteht sie Juri, dass sie aufgrund eines Zugproblems nie in München ankam.
Bei einem gemeinsamen Abendessen informiert Maria Ada, Bettina, Hendrik und Lukas darüber, dass im Hof unten die abgerissenen Blätter von Adas Therapietapete gefunden hat. Die anderen amüsieren sich darüber, aber Ada erinnert sie daran, dass sie erwachsen sind und sich stattdessen auf Kartenspiele konzentrieren sollten, wofür sie hier waren. Als sie vermuten, dass der Täter möglicherweise in ihrem Haus lebt, diskutieren sie darüber, wer es gewesen sein könnte, und schliessen daraus, dass es Juri sein muss. Sie konfrontieren ihn damit, und Juri gesteht, dass es seine Blätter sind, die sie gefunden haben, und behauptet, dass es Teil seiner Recherche für den Kritischen Beobachter sei. Nachdem die Angelegenheit geklärt ist, kehren sie in Marias Wohnung zurück, ausser Ada die aufgrund von Kopfschmerzen zu Hause bleibt.
Nachdem die anderen gegangen sind, spricht Ada mit Juri über sein Verhalten. Er enthüllt ihr, dass er die Goldschmiede seines kürzlich verstorbenen Vaters übernommen hat, und Ada tröstet ihn. Später, als Ada nicht schlafen kann, geht sie zu Juris Zimmer, beobachtet ihn kniend neben seinem Bett und legt sich zu ihm, als er aufwacht.
Ada übernachtet bereits zum fünften Mal in Juris Bett. In dieser Nacht bemerkt sie, dass Juri nicht schlafen kann. Ada lädt ihn zu ihren nächtlichen Taxifahrten ein und teilt ihm mit, dass sie sich nie an den ständigen Wechsel von Tag und Nacht gewöhnen kann. Ada ist überrascht, dass sie ihre Gedanken und Gefühle so offen mit Juri teilt, während sie gemeinsam im Taxi sind.
Am nächsten Morgen wacht Ada erneut in Juris Bett auf und bemerkt, dass er ihr sogar das Frühstückgedeck vorbereitet hat. Ada und Maria treffen sich später auf einen Kaffee und sprechen über Juri und seine Beziehung zu Ada.
Ada besucht einen Friedhof, um ihre zukünftige Grabstelle und Sarg zu betrachten. Dort trifft sie zufällig auf Juri, der in der Nähe des Grabes seines Vaters Radio hört und Bier trinkt. Ada erfährt, dass Juri nicht Fahrrad fahren kann, und bringt es ihm bei. Währenddessen unterhalten sie sich über ihre Eltern und deren Beziehung zu ihnen. Juri offenbart, dass seine Mutter ihm versprochen hatte, das Fahrradfahren beizubringen, aber an seinem 15. Geburtstag die Familie verlassen hat, bevor sie es tun konnte. Kurzerhand bringt Ada ihm das Fahrradfahren bei.
Später kehrt Ada von einer Verabredung mit Maria spät nach Hause zurück und möchte sich in Juris Bett legen, findet jedoch Bettina dort vor. Daher schläft sie schliesslich auf einem Sessel im Wohnzimmer ein. Am nächsten Morgen wacht sie mit Schmerzen auf, bemerkt aber, dass Juri immer noch da ist. Die beiden haben ein Gespräch und schlafen dann miteinander.
Ada und Maria sind am Rhein, als Maria plötzlich die Affäre von ihrem ehemaligen Verlobten, Rita, erblickt und daraufhin panisch flieht. Danach erzählt Maria Ada die gesamte Geschichte von Rita, Leo und ihr.
Als Ada nach Hause zurückkehrt, erleidet sie erneut eine Panikattacke und möchte sich zu Juri ins Bett legen, aber findet dort bereits Bettina vor. Deshalb ruft sie ein Taxi, und als Juri nachfragt, was los ist, und sie ihm keine Antwort gibt, kommt er kurzerhand mit ins Krankenhaus. Juri versucht sich um Ada zu kümmern, doch sie möchte lieber alleine sein. Im Krankenhaus fragt Ada nach Carolina, wird aber nach ihren Bedürfnissen gefragt, ob sie jemanden sehen oder Medikamente nehmen möchte oder einfach im Wartezimmer warten will.
Währenddessen erinnert sich Ada, als sie auf ihre Tätowierung schaut, an ihre erste Panikattacke. Auf der Rückfahrt vom Krankenhaus im Taxi halten sie schliesslich Hände.
Ada versucht am nächsten Morgen, Juri zu meiden, um einer möglichen Konfrontation zu entgehen. Stattdessen sucht sie bei Maria Schutz, die gerade dabei ist, die Sachen von Leos auszuräumen. Maria berichtet Ada von Juris Besuch und seinen Sorgen um sie während des nächtlichen Vorfalls.
Als Ada erfährt, dass Juri Maria von dem Vorfall erzählt hat, wirft sie ihm vor, kein Recht gehabt zu haben, Maria das mitzuteilen. Dies führt zu einem Streit zwischen ihnen, und letztendlich beginnt Juri, seine Sachen zu packen.
Ada ruft Matuschek an und schlägt ihm vor, dass er mit ihr angeln gehen würde, damit sie ihm im Gegenzug ein Date mit Maria ermöglicht. Beim Angeln fängt Ada einen Fisch, hat jedoch Schwierigkeiten, ihn zu töten. Matuschek gibt ihr ein Rezept für die Zubereitung des Fisches, den sie für ein geplantes Abendessen mit Juri kochen möchte. Ada teilt Matuschek mit, dass sie für das Date mit Maria nie einen Plan hatte, aber er es einfach wagen solle und sich ansonsten bei ihr trösten lassen könne.
Als Ada bemerkt, dass Juri nicht zum Abendessen erscheint, betrinkt sie sich. Am nächsten Morgen informiert Matuschek sie darüber, dass Juri einen Fahrradunfall hatte und im Krankenhaus ist. Ada gibt sich die Schuld, da sie ihm das Fahrradfahren beigebracht hat. Nach langem Zögern entscheidet sie sich, ihn zu besuchen. Als sie ankommt, freut sich Juri, sie zu sehen, und sie küssen sich. Juri erzählt ihr von einer grösseren Wohnung, die genug Platz für eine Therapietapete bietet.
Schliesslich ziehen sie gemeinsam in die grössere Wohnung.

## Charakterisierung der vier wichtigsten Figuren

### Ada
Adamine Scholl, wie sie mit bürgerlichem Namen heisst, ist eine bemerkenswerte junge Schauspielerin, deren Leben sich in einer bescheidenen Blockwohnung in Basel abspielt. Diese verlässt sie nur selten, denn Ängste und innere Dämonen haben sie in eine Art selbst auferlegte Isolation getrieben. Im Zweitzimmer ihrer Wohnung hängt Adas sogenannte "Therapietapete". Alphabetisch angeordnete beängstigende Begriffe von "Attentat" bis "Zyste" inklusive Bilder für alle möglichen schrecklichen Szenarien kleben fein säuberlich an der Wand ihres Zweitzimmers. Adas Ängste drehen sich vor allem um Dinge, die ihr Leben bedrohen, sei es der Gedanke an den Tod oder die Angst vor dem Leben selbst. Adas Fähigkeit zur Selbstreflexion in Zuständen der Angst ist bemerkenswert. Ihr innerer Dialog lässt auf eine rationale Seite schliessen doch ihr Verhalten zeigt deutlich, dass ihre Angststörung nicht von Rationalität beeinflussbar ist.

### Matuschek
Matuschek, der Vermieter von Adas Wohnung, präsentiert sich als ein Herr fortgeschrittenen Alters, der täglich in der Fülle seiner Jahre zu wachsen scheint. Trotz des Voranschreitens der Zeit offenbart er eine beeindruckende Weisheit und ein umfassendes Wissen. Sein grosses Herz schlägt für das Wohl von Ada, was sich in seinem grosszügigen Vorschlag manifestiert, Juri in Adas Wohnung aufzunehmen, anstatt ihr den Mietvertrag zu kündigen. Matuschek hegt zarte Gefühle für Maria, jedoch zeichnet er sich durch äusserste Zurückhaltung und Diskretion in seinen Annäherungsversuchen aus. Er manifestiert sich als warmherzige und mitfühlende Persönlichkeit, die aufrichtig um das Wohlbefinden anderer besorgt ist. Sein tiefgreifendes Wissen über die Welt der Fische spiegelt sich nicht nur in seiner Leidenschaft für das Angeln wider, sondern auch in seinen zahlreichen Besuchen mit Juri in Aquarien. In den Gesprächen mit Ada teilt er sein umfangreiches Wissen über Fische und erweist sich als äußerst kommunikativ und hilfsbereit.

### Juri
Juri, ein junger Mann, ist geprägt von einer bewegenden Familiengeschichte. Als Enkel von Matuschek pflegt er eine innige Beziehung zu seinem Grossvater, der ihn in unmittelbare Nähe holte, nachdem er seinen Vater verloren hatte. Die tragischen Umstände dieses Verlustes und die Trennung von seiner Mutter im Alter von nur acht Jahren stellten Juri frühzeitig vor erhebliche Herausforderungen. Seine Mutter lebt in Indien, und Juri hegt die Hoffnung, dass sie eines Tages unvermittelt wieder auftaucht. Trotzdem hat er sich zu einem bemerkenswert starken, bodenständigen und sensiblen jungen Mann entwickelt. Sein Talent als Goldschmied zeugt von herausragender Geschicklichkeit und Kreativität. Juris Leben zeichnet sich durch bewundernswerte Ordnung aus. Er ist äusserst gut organisiert und strukturiert. Eine kuriose Eigenart besteht darin, dass er wiederholt Instrumente herbeischafft und seine Möbel täglich im Zimmer neu arrangiert. Die Bilder an der Wand platziert er auf und ab oder gar verkehrt herum. Selbst seine Socken bügelt er säuberlich auf. Juri nimmt eine bedeutende Rolle im Leben von Ada ein, und auch sie spielt eine entscheidende Rolle in seinem. Trotz der Ängste und Unsicherheiten, die ihre ungewöhnliche Liebesgeschichte begleiten, sind sie füreinander von unschätzbarem Wert.

### Maria
Maria stammt aus Russland und kam Ende der Sechzigerjahre in die Schweiz. Sie verlobte sich in Moskau mit einem Bühnenbildner am Tschechow-Theater namens Leo, der, noch während er mit Maria verlobt war, für eine andere Frau in die Schweiz auswanderte. Nachdem Leo Marias unzählige Briefe unbeantwortet ließ, plünderte sie das Spaarkästchen ihres Vaters und reiste nach Basel. Dort fand sie Leo mit Rita, der es offensichtlich versäumt hatte dieser mitzuteilen, dass er immer noch mit Maria verlobt war. Frustriert verliess dieser die Wohnung und kam kurz danach bei einem Unfall ums Leben. Maria übernahm die Wohnung und liess das gebrauchte Frühstücksgedeck von Leo seit diesem Tag unverändert stehen. Maria besitzt allerlei Gegenstände mit den dazu passenden Döschen, Beutel, Böxchen und Etuis. Ada vermutet, dass der Verlust von Leo sie dermassen verunsichert hat, dass sie beschlossen hatte, sich nur noch an Gegenstände zu halten, weil diese ersetzbar waren.
Seit über vierzig Jahren wohnt Maria nun in dieser Dreizimmerwohnung ein Stockwerk unter Ada. Maria und Ada arbeiten zusammen in der Brotbüchse, einem alten Theater. Die lange Zeit, die sie gemeinsam als Schauspielerinnen verbracht haben, hat zu einer engen Freundschaft zwischen ihnen geführt.

## Interpretation

### Angststörung

#### Definition
Unter Angststörung versteht man einen Sammelbegriff für psychische Störungen, die mit Ängsten verbunden sind, die als gemeinsames Merkmal exzessive und übertriebene Angstreaktionen, beim nicht Vorhandensein einer echten äusserlicher Bedrohung zeigen. Man unterscheidet dabei grob in zwei Formen: Zum einen die diffusen, unspezifischen Ängste, die spontan und zufällig auftreten, ohne eine konkrete Situation oder ein konkretes Objekt als Auslöser zu haben. Die zweite Form psychischer Angststörungen sind Phobien. Phobien sind im Vergleich zu den diffusen, unspezifischen Ängsten konkret auf Dinge ausgerichtet und haben bestimmte Auslöser, auch Trigger genannt.
In Simone Lapperts Werk Wurfschatten leidet die Protagonistin unter Angststörungen, genauer unter diffusen, unspezifischen Ängsten. Konkret äussern sich Adas Ängste als etwas, das weit über die alltäglichen Sorgen und Ängste des Lebens hinausgeht. Sobald sich Ada in einem Moment der Stille befindet, sich in ihren Gedanken verliert, wird sie mit ihrer Sterblichkeit konfrontiert. „[…] das Schlimmste überhaupt: unfertig [zu] sterben […]“. Ihr Leben ist von inneren Dämonen geprägt, die sie in eine selbst gewählte Isolation getrieben haben. In ihrer Blockwohnung, die sie nur selten verlässt, manifestiert sich ein symbolisches Zeichen für ihre seelischen Nöte: das „Therapiezimmer“. Dort zieren alphabetisch geordnete Angstbegriffe von A wie Attentat bis Z wie Zyste die Wände, begleitet von Bildern, die schreckliche Szenarien eines möglichen Todes aufzeigen. Diese Therapietapete stellt der Protagonistin ihre Existenzängste sowie ihre Angst vor allem, was sie umbringen könnte, dar. Durch diese visuelle Darstellung ihrer Ängste gewinnt man Einblick in ihre tiefe Verwurzelung sowie auch auf den Einfluss, den sie auf Adas Leben haben.
Mit diesen Ängsten wird Ada konfrontiert, wenn sie Triggern wie der bereits oben genannten Stille, dem Alleinsein oder kleinsten körperlichen Beschwerden begegnet. Trigger lösen bei ihr Panikattacken aus. Ihre Anfälle von Angst werden eng von physischen Symptomen, wie z. B. Herzrasen und Zittern, begleitet. Adas Angstzustände werden dem Leser auf S. 80 auf ihrer Fahrt nach München etwas nähergebracht: „[…] ihr Herz schlug hart und unregelmässig in ihrem Hals, gleich würde es sich zusammenkrampfen und ganz stehen bleiben, daran würde es nämlich kaputtgehen, an dieser unnötigen panischen Abnutzung“.

#### Angst als etwas Irrationales
Angst ist eine Emotion, die oft als etwas Irrationales erscheint. Das ist besonders der Fall, wenn die Angst in Verbindung mit psychischen Störungen steht und keine greifbaren Auslöser feststellen lässt. Ängste sind in vielen Fällen schwierig zu erklären oder zu rationalisieren, so auch für Ada. Sie sind nämlich tief in und mit der psychischen Gesundheit verbunden. Was Adas Ängste oft als irrational erscheinen lässt, ist, dass man sie nicht mit greifbaren und objektiven Gefahren und Auslösern verbinden kann. Sie wird von doch so unscheinbaren Situationen und Gedanken komplett überwältigt und verfängt sich in einer endlos scheinenden Abwärtsspirale in ihrem Kopf.
Da Adas Angst nicht mit für uns greifbaren Bedrohungen und Gefahren verbundenen ist, kann ihre Angst für Menschen ohne Erfahrung mit psychischen Erkrankungen, speziell Angststörungen, schnell irrational erscheinen. Die Wurzeln dieser irrational erscheinenden Angst können sich auf verschiedene Faktoren zurückführen lassen. Sie kann durch genetische Veranlagungen, traumatische Erlebnisse und Erinnerungen sowie weitere Umweltfaktoren beeinflusst und verstärkt werden. Bereits als kleines Mädchen hatte die Angst auf Ada gelauert, doch noch heute weiss sie selbst nicht, wo ihre Ängste ihren Ursprung haben. In Wurfschatten werden auch keine Traumata oder anderweitige einschneidende Erlebnisse der Protagonistin erwähnt, die als Ursache ihrer Angststörungen wirken könnten.

### Romantisierung von Angststörungen
Die Romantisierung von psychischen Erkrankungen ist ein literarisches Phänomen, das die Schattenseiten psychischen Störungen idealisiert. Ein anschauliches Beispiel hierfür kann auch in Wurfschatten gefunden werden. Ada ringt mit existenziellen Ängsten und legt von der Norm abweichende Verhaltensweisen an den Tag. Dieses Anders-Sein scheint einen gewissen Charme auf ihren Mitbewohner auszuüben. Menschen mit psychischen Erkrankungen sind auf Schmerz sensibilisiert, was ihnen eine gewisse Tiefe zuspricht. Diese Tiefe wirkt oft attraktiv auf Menschen denn sie erlaubt es einem, sich in anderen Personen wiederzuerkennen. Sie fühlen sich in ihrem eigenen, teils verdrängten und unverarbeiteten Schmerz gesehen und ihr Bedürfnis nach emotionaler Intimität wird befriedigt und dann oft fälschlicherweise mit Liebe assoziiert. Diese Liebe ist jedoch oft nur Spiegel einer Dynamik, die die Rettung der psychisch kranken Person durch die als psychisch gesund angesehene Person propagiert. Genau diese Dynamik wirft Ada Juri in einem Streitgespräch vor, denn sie sei kein Rettungsprojekt, das man verlassen kann wenn es zu anstrengend wird zu lieben. Die Herausforderungen, denen Ada gegenübersteht, erfordern mehr als nur romantische Gesten, um bewältigt werden zu können.

### Intimität oder Grenzüberschreitung?
Adas und Juris Geschichte ist eine für sich. Zu Beginn ist ihre Beziehung von Vermeidung, Verachtung und Hinterlist geprägt. Ada macht Juri das Leben schwer, indem sie gesammelte Haare nass macht und in der Badewanne oder im Waschbecken deponiert, Esswaren extra verkohlen lässt, um die Luft zu verpesten, Käfer und Ameisen in Juris Zimmer aussetzt und nackt in sein Zimmer läuft, «Schatz, wo ist denn das Paniermehl?» fragt nur um seinen Frauenbesuch zu verscheuchen. Des Weiteren kennt sie das ganze Inventar seines Zimmers, ist sich Juris Zwang fast jeden Tag seine Schallplatten und Bücher neu zu ordnen bewusst und ist informiert darüber, wann er seine Socken bügelt oder nicht. Die Beziehung scheint sich jedoch nach Adas gescheitertem Ausflug nach München zu vertiefen. Sie fangen an zu reden beziehungsweise sich gegenseitig Menschlichkeit zuzugestehen. Als Ada wieder einmal nicht schlafen kann schleicht sie sich zu Juri ins Zimmer um ihm beim Schlafen zuzusehen. Juri wacht auf weil er Durst hat und lässt Ada zu sich ins Bett, die Nacht verbringen sie schlafend, es herrscht gegenseitiges Verständnis.
Simone Lapperts Charakterisierung von Juri lässt darauf zurückschliessen, dass ihm Adas Schnüffeleien nur wenig anhaben, ebenso wie Lapperts Beschreibung der beim-Schlafen-zuschauen-Szene Juri wenig bis gar nicht zu stören scheinen. Es ist jedoch angebracht sich zu fragen, ob Simone Lappert damit auf toxische Männlichkeitsbilder aufmerksam machen wollte, wobei sie einen Mann porträtierte der Grenzüberschreitungen gleichgültig hinnimmt um nicht als emotional abgestempelt zu werden und/oder ob sie darauf hinweisen wollte, dass Frauen ebenso wie Männer in der Lage sind, grenzfälliges Verhalten an den Tag zu legen.

### Die Stille
Adas grösster Feind ist die Stille. Sie tut alles um diese zu vermeiden, denn durch die Stille wird sie mit ihrer eigenen Existenz konfrontiert. Und mit der eigenen Existenz konfrontiert zu werden bedeutet das Leben und den Tod anzuerkennen. Letzteres mach ihr schreckliche Angst und ist der grösste Feind ihrer vermeintlichen Rationalität, denn Tod ist der ultimative Kontrollverlust. Ade versucht den Kontrollverlust, welcher die Erkenntnis ihrer menschlichen Kondition mit sich bringt mit mehr Kontrolle zu kompensieren. Der Beginn des Buchs suggeriert dies ebenfalls, wobei sie sich die Fingerkuppen auf die Halsschlagader presst um sich zu vergewissern, dass ihr Herz noch schlägt. Das Heilmittel, dass Ada jedoch braucht ist Vertrauen. Vertrauen, dass ihr erlaubt das Gute und das Schlechte im Leben zu akzeptieren, Vertrauen im Dunkeln mit offenen Ohren nach innen zu lauschen.

## Sprache
Dass Simone Lappert in der Lyrik zu Hause ist, erscheint beim Lesen von Wurfschatten offensichtlich. Sie spielt im Text mit Sprache und Ton und erschafft wunderschöne Bilder für Adas Angst.
Ein wiederkehrendes Motiv in Wurfschatten ist die Taucherglocke. Die Erzählerin beschreibt mit der Taucherglocke ihr Gefühl, abgeschottet von der Welt zu sein und die Welt nur noch durch Glas wahrzunehmen. Synonym spricht sie auch von der Milchglasscheibe, einem Trennglas oder verglasten Tagen. Das erste Mal taucht die Taucherglocke auf Seite 12 auf. „Da war wieder diese Taucherglocke aus trübem Glas, die sie vom Tag trennte, die ihr den Kopf und das Atmen schwermachte.“ Es ist ein Motiv, um Adas Angststörung und deren Effekt auf sie zu verbildlichen.
Die Taucherglocke ist ein in der Literatur schon etabliertes Motiv. Es taucht oft in Verbindung mit psychischen Krankheiten auf und wird verwendet, um eine distanzierte Wahrnehmung der Welt aufzuzeigen, Simone Lappert bleibt also der Tradition dieses Motives treu. Beispiele für Werke, die die Taucherglocke als Motiv haben, wären „The Bell Jar“ von Sylvia Plath oder „Schmetterling und Taucherglocke“ (Originaltitel: Le scaphandre et le papillon) von Jean-Dominique Bauby. In Metzlers Lexikon literarischer Symbole steht zur Glocke: „Symbol der Seele und innerpsychisch. Vorgänge, der Kunst, des Todes und Unheils sowie der menschl. Gemeinschaft.“ Dies unterstützt die vorangehende Deutung der Taucherglocke und zeigt, dass Simone Lappert das Motiv im traditionellen Sinn der Literaturgeschichte verwendet.
Ein weiteres wiederkehrendes Motiv ist der Schatten oder der Wurfschatten. Das Wort „Schatten“ kommt insgesamt 38× im Werk vor und ist auch im Titel des Textes. Das erste Mal taucht der Schatten auf Seite 11 auf, welches die erste Seite des Textes ist. Ada beschreibt: „Die blasse Februarsonne spielte den Passanten auf dem Bordstein ihre Schatten zu, synchron und massstabgerecht, […]“. Einen Schatten zu haben, wird als Beweis für die Existenz aufgeführt, auf Seite 19 heisst es zum Beispiel: „Ada musste an die Schatten der Passanten denken und daran, dass Wurfschatten die Existenz ihrer Werfer bezeugten; […]“. Gleichzeitig stehen Schatten auch für das Unheimliche und verdeckte – Sachen, wovor Ada Angst hat. „Schatten im inneren des Körpers hingegen bedeuteten Zysten, Tumore, Gerinnsel und gefährdeten die Existenz […]“. Schatten sind also ein Motiv für die Existenz und gleichzeitig für die Angst Adas vor genau dieser beziehungsweise der Vergänglichkeit dieser. Angst fühlen ist ein Beweis fürs Existieren, Existieren bedeutet allerdings auch, dass man Angst fühlt. Der Schatten ist also Beweis für die Existenz und ebenso dafür, dass Angst gefühlt wird und dass das eine nicht vom anderen gelöst werden kann.
Ein anderes wichtiges Motiv im Text sind die Fische. Das Wort „Fisch“ (oder fischen, fische etc.) kommt ganze 106-mal im Text vor. In erster Linie sind Fische Adas Haustiere, sie hat ein Aquarium in ihrem Zimmer. Wenn Ada Angst hat, ist eine ihrer Regulationstechniken den Fischen zuzuschauen, wie sie durch das ruhige Wasser schweben. Die apathischen Wesen haben eine beruhigende Wirkung auf die überemotionale Ada. Wenn das Aquarium in ihrem Zimmer nicht reicht, geht Ada in die Zoohandlung oder ins Vivarium, um Fische anzuschauen. Als Ada wegen einer Panikattacke die Haltestelle und somit ein Vorsprechen verpasst, geht sie, um sich zu regulieren, in der Zoohandlung zwei Fische für je 900.- kaufen.
Die Fische haben nebst der für Ada beruhigenden Wirkung noch eine andere Bedeutung. Sie werden auch zu einem Liebesbeweis. Für Ada ist die Vorstellung, Fische zu essen oder töten schrecklich – sie braucht diese ja, um mit ihrer Angststörung klarzukommen. Doch als sie Juri ihre Liebe beweisen will, kocht sie ihm einen Fisch. In diesem Moment macht sie etwas, dass ihrer Angststörung völlig widerspricht. Liebe ist ihr in diesem Moment wichtiger und hilft ihr, über die Angststörung zu wachsen, respektive unterstützt sie darin, über ihre Coping-Mechanismen hinaus zu sehen und in die Möglichkeit der Selbstregulierung zu vertrauen.

## Rezension
Simone Lapperts Roman Wurfschatten wurde von Sophie Jung in einer Rezensionsnotiz der Tageszeitung als "ein schönes, in Sprache gefasstes Bilderalbum" bezeichnet.
Adas auf nichts zurückführende Angst scheint teils jedoch auch ungreifbar und zu überspitzt. Wurfschatten wird als Bericht von der Front wohlhabender Kinder, die sich lieber mit sich selbst als mit dem Nahostkonflikt beschäftigen beschrieben. So Dana Buchzik aus der Süddeutschen Zeitung.
2014 nach der Veröffentlichung von Wurfschatten wurde Simone Lappert mit folgenden Preisen ausgezeichnet:
- Preis der Erfurter Herbstlese für Wurfschatten
- Nominierung (Shortlist) ZDF-aspekte-Preis für bestes deutschsprachiges Debüt
- Nominierung (Shortlist) Rauriser Literaturpreis
- Newcomerpreis zum Wartholzpreis, Österreich
- Atelierstipendium in Berlin, Aargauer Kuratorium